# Józef Pawłowski (duchowny)
Józef Pawłowski (ur. 9 sierpnia 1890 w Proszowicach, zginął 9 stycznia 1942 w Dachau) – polski duchowny katolicki, błogosławiony Kościoła rzymskokatolickiego.

## Życiorys
Urodził się w Proszowicach, w wielodzietnej rodzinie Franciszka i Jadwigi z Kubackich. Uczęszczał do szkoły elementarnej w Proszowicach. W 1901 rozpoczął naukę w Państwowym Progimnazjum w Pińczowie. W 1906 wstąpił do Seminarium Duchownego w Kielcach. W latach 1911–1915 studiował na Katolickim Uniwersytecie w Innsbrucku, gdzie uzyskał dyplom doktora teologii. Święcenia kapłańskie otrzymał 13 lipca 1913. We wrześniu 1916 został mianowany profesorem Seminarium Duchownego w Kielcach, a dwa lata później objął funkcję wicerektora. W latach 1936–1939 był rektorem Seminarium. W 1924 został odznaczony godnością szambelana papieskiego, w 1926 został kanonikiem honorowym, a w 1933 kanonikiem gremialnym Kapituły Katedralnej w Kielcach. Zabiegał o pomoc materialną dla biednych kleryków. Szczególną troską otaczał chorych, kupował dla nich za własne pieniądze lekarstwa, a słabych fizycznie wysyłał do uzdrowisk. Brał czynny udział w pracach Polskiego Towarzystwa Misyjnego a w 1936 został członkiem Rady Krajowej Związku Misyjnego Duchowieństwa. 16 listopada 1939 został mianowany przez bp Czesława Kaczmarka proboszczem parafii katedralnej w Kielcach. W trudnym czasie niemieckiej okupacji prowadził ofiarną działalność charytatywną a pracę duszpasterską dostosował do nowych potrzeb. W kazaniach budził ducha patriotyzmu i nadziei. Ks. Pawłowski postarał się o nominację na kapelana Polskiego Czerwonego Krzyża i dzięki temu uzyskał prawo wstępu do obozów jenieckich. Dostarczał jeńcom cywilne ubrania, ułatwiał im ucieczkę, udzielał duchowej pociechy. Wiadomo, że ukrywał chorych i rannych członków organizującego się polskiego podziemia zbrojnego.

## Męczeństwo
Pomagał wszystkim potrzebującym bez względu na narodowość czy wyznanie. Jego działalność zwróciła uwagę okupantów niemieckich, w efekcie został aresztowany 10 lutego 1941 i umieszczony w kieleckim więzieniu. 15 kwietnia wywieziono go do niemieckiego obozu koncentracyjnego Auschwitz-Birkenau w Oświęcimiu. Otrzymał tam numer obozowy 13155. 4 maja 1941 przewieziono go do obozu koncentracyjnego w Dachau, gdzie otrzymał numer obozowy 25286 i tam 9 stycznia 1942 został stracony.
Arcybiskup Kazimierz Majdański – tak relacjonuje ostatnią wypowiedź ks. Pawłowskiego: 

Pan Bóg jest dobry. Z najbardziej beznadziejnych sytuacji znajdzie zawsze niespodziewanie radosne wyjście. Zobaczycie że nie pozwoli nam długo czekać na wyzwolenie.

## Odznaczenia, beatyfikacja
Postanowieniem prezydenta Bolesława Bieruta z 16 kwietnia 1949 został odznaczony Krzyżem Komandorskim Orderu Odrodzenia Polski za zasługi położone na polu organizacji Ruchu Oporu w obozach i pomocy współwięźniom.
13 czerwca 1999 papież Jan Paweł II, podczas VII Pielgrzymki do Ojczyzny, w Warszawie, beatyfikował księdza Józefa Pawłowskiego w gronie 108 męczenników II wojny światowej.

## Upamiętnienie
Parafia bł. Ks. Józefa Pawłowskiego z Grona 108 Męczenników we Włoszczowie – jedna z parafii rzymskokatolickich we Włoszczowie. Erygowana w 2000 z parafii Wniebowzięcia NMP we Włoszczowie. Mieści się przy ulicy Księdza Biskupa Mieczysława Jaworskiego. Nabożeństwa odbywają się w tymczasowej kaplicy.
Męczeńską śmierć ks. Józefa Pawłowskiego upamiętnia epitafium, umieszczone w kościele seminaryjnym Św. Trójcy w Kielcach.
W 2008 r., w rodzinnych Proszowicach, podczas obchodów 650-lecia lokacji miasta,  odsłonięto pomnik błogosławionego kapłana, powstały staraniem miejscowej wspólnoty parafialnej, autorstwa prof. Czesława Dźwigaja.